# Щербань Олег Олександрович
Оле́г Олекса́́ндрович Ще́рбань (23 жовтня 1972 — 3 червня 2015) — солдат Збройних сил України, учасник російсько-української війни.

## Життєпис
Проживав в бердянському мікрорайоні «Скловолокно».
На фронті перебував з серпня 2014 року; солдат 55-ї окремої артилерійської бригади, розвідник.
3 червня 2015-го зазнав важких поранень у боях за Мар'їнку (за іншими джерелами під Маріуполем). Помер того ж дня у військовому шпиталі міста Дніпра.
Похований 6 червня 2015 року на Новому кладовищі Бердянська.
Без Олега лишилися мама Ніна Олександрівна, брат та сестра.

## Вшанування
- Почесний громадянин Бердянська (лютий 2016, посмертно)
- орден «За заслуги перед Запорізьким краєм» ІІІ ступеня, посмертно (розпорядження голови Запорізької обласної ради від 21.09.2017 № 350-н) [3].